# Dziennik Poznański
„Dziennik Poznański” – pismo, a następnie gazeta informacyjno-publicystyczna, wydawane w latach 1859–1939 i 1991–1999.

## Historia
Założony przez Hipolita Cegielskiego, „Dziennik Poznański” reprezentował początkowo – jako jedyne pismo polskie w zaborze pruskim – tendencje liberalno-ziemiańskie, bliskie białym z Królestwa Polskiego, a od przełomu lat 60. i 70. XIX w. umiarkowanie konserwatywne i ugodowe, szerząc ideę pracy organicznej. Był adresowany do ziemiaństwa i inteligencji. Kierowali nim kolejno: Władysław Bentkowski, Hipolit Cegielski, Józef Jagielski i Franciszek Dobrowolski. W latach 1866–1870 redaktorem naczelnym był Teodor Żychliński. Do współpracowników w początkowym okresie należeli Leon Wojciech Chrzanowski, Leon Kapliński, Andrzej Edward Koźmian, Henryk Nakwaski i Henryk Schmitt. Według relacji Władysława Bentkowskiego już w styczniu 1859 pod wpływem Macieja Mielżyńskiego i ks. Brzezińskiego Cegielski próbował odejść od uzgodnionej wcześniej postępowej linii pisma, po czym odstąpił od redagowania artykułów i zajął się stroną administracyjną i finansową. Bentkowski kierował redakcją do czasu włączenia się w powstanie styczniowe w lutym 1863, a redaktorem odpowiedzialnym był od początku Ludwik Jagielski. W 1860 czołowymi akcjonariuszami „Dziennika” byli Edward Poniński i Arnold Skórzewski. 
W 1859 pismo podało do wiadomości tajny okólnik nadprezydenta Prowincji Poznańskiej Eugena von Puttkamera, w którym wzywał radców ziemiańskich do sformowania w wyborach zjednoczonego bloku antypolskiego ponad podziałami politycznymi. Na początku lat 60. „Dziennik Poznański” występował po stronie włoskiego ruchu narodowego wobec Państwa Kościelnego, ścierając się na tym tle z „Przeglądem Poznańskim” i „Tygodnikiem Katolickim” ks. Aleksego Prusinowskiego.
W 1872 pismo zainicjowało powstanie Towarzystwa Oświaty Ludowej, a w 1880 – Towarzystwa Czytelni Ludowych. W 1908, zapewne wobec poparcia ze strony postępowego skrzydła niemieckiego mieszczańskiego ruchu kobiecego dla sprawy polskiej, zachęcało do udziału w prelekcjach niemieckiej działaczki praw kobiet i reformatorki seksualnej Helene Stöcker.
Pod koniec XIX w. nakład „Dziennika Poznańskiego” liczył 3 tys. egzemplarzy, co sytuowało go wśród najważniejszych pism w kraju, a w 1918 osiągnął 12 tys. egzemplarzy. W okresie powstania wielkopolskiego objętość nie przekraczała czterech stron; gazeta nie była ilustrowana. W skład zarządu spółki akcyjnej Drukarnia Dziennika Poznańskiego, która wydawała „Dziennik” od 1887, wchodzili w okresie II Rzeczypospolitej m.in. senator z ramienia Narodowo-Chrześcijańskiego Stronnictwa Ludowego (1922–1927) i rektor Uniwersytetu Poznańskiego (1929–1931) Stanisław Kasznica, prezes Ziemstwa Kredytowego Józef Żychliński oraz wojewoda poznański (1929–1934) Roger Raczyński.
Po przewrocie majowym pismo sprzyjało obozowi sanacyjnemu.
Tytuł został reaktywowany na krótko w III RP, ukazując się w latach 1991–1999.